# Municipio de Widner
El municipio de Widner (en inglés: Widner Township) es un municipio ubicado en el condado de Knox en el estado estadounidense de Indiana. En el año 2010 tenía una población de 1132 habitantes y una densidad poblacional de 10,6 personas por km².

## Geografía
Según la Oficina del Censo de los Estados Unidos, tiene una superficie total de 106.82 km², de la cual 106,71 km² corresponden a tierra firme y (0,11 %) 0,11 km² es agua.

## Demografía
Según el censo de 2010, había 1132 personas residiendo en el municipio de Widner. La densidad de población era de 10,6 hab./km². De los 1132 habitantes, el municipio de Widner estaba compuesto por el 99,73 % blancos, el 0,18 % eran afroamericanos y el 0,09 % eran de una mezcla de razas. Del total de la población el 0 % eran hispanos o latinos de cualquier raza.